# Indirekte Kalorimetrie

Indirekte Kalorimetrie im Labor mit einer Canopy-Haube (Verdünnungsmethode)

Die Indirekte Kalorimetrie ist eine Methode zur Messung des Energieumsatzes eines Organismus oder einer chemischen Reaktion.
Im Gegensatz zur direkten Kalorimetrie wird nicht die von einem Lebewesen oder einer Reaktion abgegebene Wärmemenge gemessen, sondern die Menge an Sauerstoff, die  ein Organismus oder eine Reaktion verbraucht. Aus dieser lässt sich, wenn das kalorische Äquivalent der Nahrung bekannt ist, der Energieumsatz berechnen: Energieumsatz = Sauerstoffaufnahme × kalorisches Äquivalent. Dies bietet sich vor allem bei großen Lebewesen wie z. B. dem Menschen an.
Das kalorische Äquivalent mitteleuropäischer Kost beträgt durchschnittlich 20,2 kJ (4,83 kcal) pro Liter Sauerstoff.
Auch die Nahrung muss nicht bekannt sein, man kann alternativ aus dem respiratorischen Quotienten (RQ) auf die Nahrung zurückschließen: RQ für Kohlenhydrate = 1,0; für Proteine = 0,8; für Fette = 0,7.

## Anwendung
Anwendung findet die Sauerstoffsverbrauchskalorimetrie bei der Kegelkalorimetrie. Entscheidend dabei ist die Bestimmung der Wärmefreisetzungsrate, die als physikalische Größe nicht direkt messbar ist. Sie steht in direkter Relation zum verbrauchten Sauerstoff und  basiert  darauf,  dass  bei  der  Verbrennung organischer Materialien  eine  nahezu gleichbleibende Energie von 13,1 MJ je verbrauchtem  Kilogramm Sauerstoff freigesetzt wird. So kann durch die Messung des Sauerstoffgehalts der Verbrennungsgase und  dem Vergleich  mit  der  Ausgangskonzentration  auf  die  bei  der  Verbrennung  umgesetzte  Energie  geschlossen werden. Der Sauerstoffverbrauch im Kegelkalorimeter kann sowohl im zeitlichen Verlauf als auch gesamt aufgezeichnet werden und anhand dieser Werte kann die Wärmefreisetzungsrate ermittelt werden.